# Narathura anthelus
Narathura anthelus är en fjärilsart som beskrevs av John Obadiah Westwood 1851. Narathura anthelus ingår i släktet Narathura och familjen juvelvingar. Inga underarter finns listade i Catalogue of Life.